# Thương nhân buôn vải

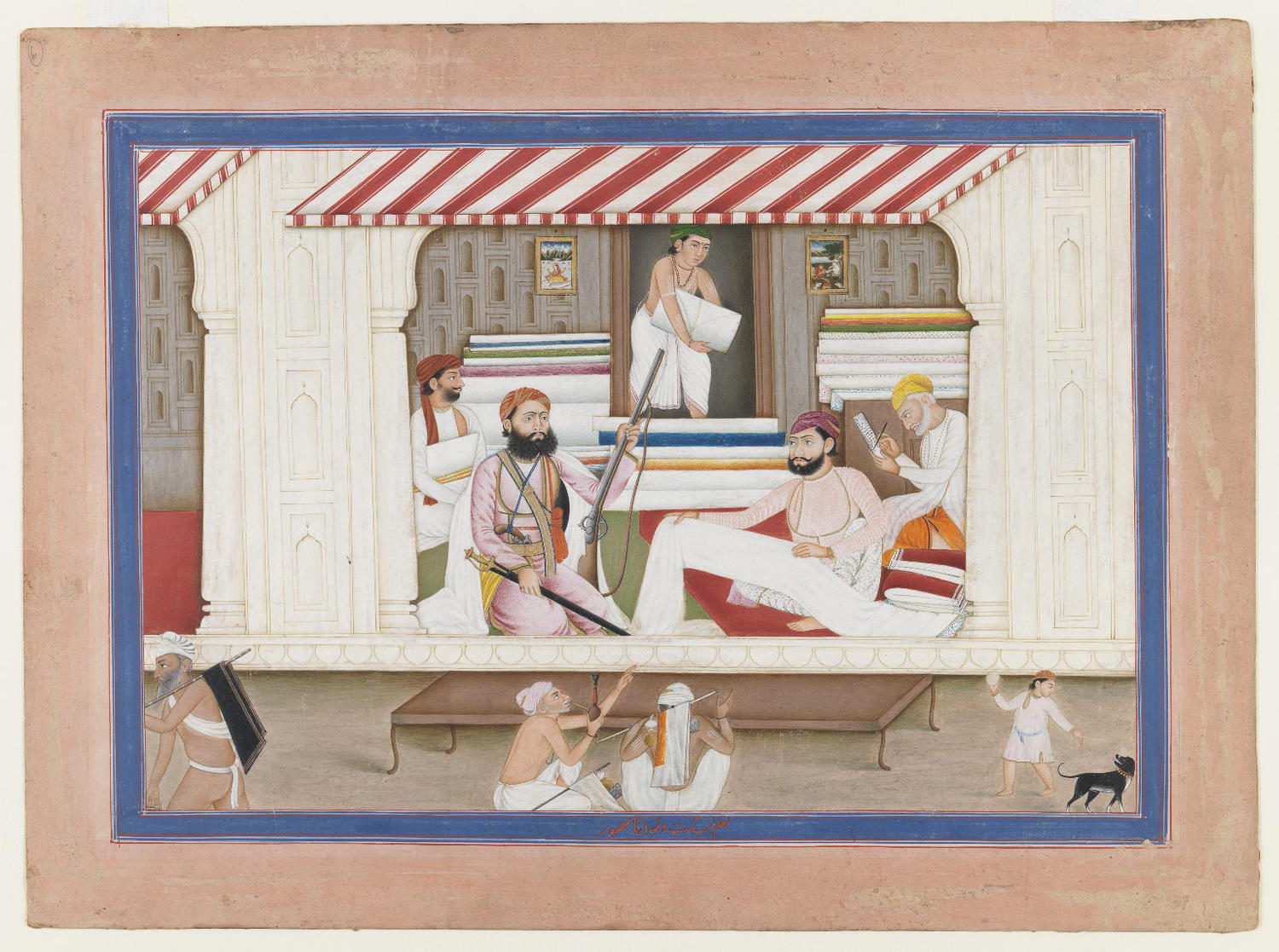
Cửa hàng vải Merchant, Bảo tàng Brooklyn, mô tả một cơ sở ở Ấn Độ.

Vào thời Trung cổ hoặc thế kỷ 16 và 17, một thương nhân buôn vải là người sở hữu hoặc điều hành một doanh nghiệp sản xuất hoặc xuất khẩu vải (thường là len). Một thương nhân vải có thể đã sở hữu một số cửa hàng của người bán vải. Vải rất đắt tiền và thương nhân vải thường rất giàu có. Một số triều đại ngân hàng hàng đầu của châu Âu như Medici và Berenberg đã xây dựng vận may ban đầu của họ là thương nhân buôn vải.
Ở Anh, thương nhân buôn vải có thể là thành viên của một trong những phường hội quan trọng, chẳng hạn như Công ty thờ cúng Drapers.
Tên thay thế là quần áo, có xu hướng đề cập nhiều hơn đến một người nào đó sản xuất và bán vải, trong khi một thương nhân vải sẽ quan tâm nhiều hơn đến phân phối, bao gồm thương mại ở nước ngoài, hoặc người bán hàng rong, những người buôn bán vải và vải mịn) và tại Luân Đôn, các thành viên của Công ty Haberdashers.
Thuật ngữ thương nhân phần lớn lỗi thời cũng mô tả một doanh nhân kinh doanh hàng dệt may, và ban đầu là một thợ may giữ và bán nguyên liệu cho các sản phẩm may mặc mà anh ta làm ra. Ở Anh, thuật ngữ này được biết đến nhiều nhất trong bối cảnh Công ty thờ cúng của Merchant Taylors, một trong những hội viên của Thành phố Luân Đôn, ngày nay là một tổ chức từ thiện nổi tiếng với các trường học của Merchant Taylors - Công ty bảo tồn chính tả cổ " taylor "trong tên của nó.

## Thương nhân buôn vải đáng chú ý
- Alderman Robert Aske
- Ngài William Gardiner
- John Kendrick
- Henry Machyn, người viết nhật ký
- Jack O'Newbury
- William Paterson
- Thomas Spring của Lavenham
- Ngài Thomas White